# Прилепы (посёлок, городской округ город Тула)
Прилепы — посёлок в Тульской области России. 
В рамках организации местного самоуправления входит в городской округ город Тула, в рамках административно-территориального устройства является центром Прилепского сельского округа Ленинского района Тульской области.

## География
Расположен к югу от областного центра, города Тула.

## История
До 1990-х гг. посёлок входил в Прилепский сельский Совет как административный центр. В 1997 году стал центром Прилепского сельского округа Ленинского района Тульской области. 
В рамках организации местного самоуправления с 2006 до 2014 гг. включался в состав Ильинского сельского поселения Ленинского района, с 2015 года входит в Центральный территориальный округ в рамках городского округа город Тула.

## Население
| 2002 | 2010 |
| ---- | ---- |
| 677  | ↘629 |